# Hypolimnas sumbawana
Hypolimnas sumbawana är en fjärilsart som beskrevs av Arnold Pagenstecher 1898. Hypolimnas sumbawana ingår i släktet Hypolimnas och familjen praktfjärilar. Inga underarter finns listade i Catalogue of Life.